# Letňany (metropolitana di Praga)
Letňany è una stazione della linea C della metropolitana di Praga. È il capolinea settentrionale della linea.

## Storia
La stazione è stata attivata l'8 maggio 2008, come parte del prolungamento della linea C tra Ládví e questa stazione.

## Strutture e impianti
La stazione è sotterranea ed è dotata di due binari, serviti da una banchina centrale.

## Servizi
La stazione è dotata di ascensori per le persone a mobilità ridotta.
- Biglietteria
- Servizi igienici

## Interscambi
- Fermata autobus (linee 110, 136, 182, 195, 201, 375, 158, 159, 185, 209, 302, 351, 376, 377, 378 e 413)[2]
- Fermata filobus (linea 58)[2]